# Муамба, Фабрис
Фабри́с Ндала́ Муа́мба (англ. Fabrice Ndala Muamba; 6 апреля 1988, Киншаса, Заир) — английский футболист конголезского происхождения, полузащитник. Наиболее известен по выступлениям за клуб английской Премьер-лиги «Болтон Уондерерс». В 2012 году завершил профессиональную карьеру в связи с проблемами с сердцем.

## Ранние годы
Муамба родился в Киншасе, Заир (ныне — Демократическая Республика Конго). Его отец покинул страну в 1994 году из-за политических взглядов и переехал в Англию в качестве беженца. В 1999 году он получил разрешение на постоянное проживание в Великобритании; к этому моменту к нему из Конго переехали оставшиеся родственники. Их семья поселилась в восточном Лондоне, а Фабрис посещал школу в Уолтемстоу. Хотя он переехал в Англию в возрасте 11 лет и не говорил по-английски, в школе он получил продвинутый уровень (Advanced Level). Там же он выступал за местную школьную команду по футболу.

## Клубная карьера
С 2002 года Муамба тренировался с молодёжной академией лондонского «Арсенала», а в 2004 году заключил с клубом школьный контракт. В октябре 2005 года подписал свой первый профессиональный контракт. 25 октября дебютировал за «Арсенал» в матче Кубка Футбольной лиги против «Сандерленда» на «Стэдиум оф Лайт».

### «Бирмингем Сити»
В августе 2006 года Муамба перешёл в «Бирмингем Сити» на правах аренды сроком на один сезон. Из-за энергичного стиля игры Муамбу начали сравнивать с Патриком Виейра. В составе команды в чемпионате футбольной лиги Англии дебютировал 9 августа 2006 года в выездном матче против «Сандерленда» (0:1), Муамба начал игру в основе, по ходу встречи получил жёлтую карточку, а на 71 минуте был заменён на Стивена Клеменса. В «Бирмингеме» Фабрис стал игроком основного состава, выступая на позиции центрального полузащитника. По итогам голосования болельщиков «Бирмингем Сити» в конце сезона 2006/07 Муамба был признан лучшим молодым игроком сезона.
11 мая 2007 года Муамба перешёл в «Бирмингем Сити» на постоянной основе, подписав с клубом контракт сроком на 3,5 года. Сумма трансфера из «Арсенала» составила, по некоторым данным, 4 млн фунтов. 12 марта 2008 года он забил свой первый гол за «синих» в матче против «Портсмута». В сезоне 2007/08 он сыграл за «Бирмингем» 37 матчей в чемпионате, но по итогам сезона клуб вылетел из Премьер-лиги.

### «Болтон Уондерерс»
16 июня 2008 года Муамба перешёл в клуб Премьер-лиги «Болтон Уондерерс» за 5 млн фунтов, подписав с клубом 4-летний контракт. 13 марта 2010 года он забил свой первый гол за клуб в матче против «Уигана».
В мае 2010 года Муамба был признан «игроком года» по версии читателей газеты The Bolton News.
7 августа 2010 года Муамба подписал с «Болтоном» новый 4-летний контракт.
17 марта 2012 года в четвертьфинальном матче Кубка Англии против «Тоттенхэм Хотспур» Фабрис в конце первого тайма потерял сознание и упал на газон. Муамба был срочно доставлен в госпиталь. Футболист был направлен в реанимационное отделение, где находился в критическом состоянии. Позже представители лондонской больницы сообщили, что Муамба перенёс инфаркт. Как выяснилось позже, Фабрис пережил остановку сердца в течение 78 минут.
2 мая 2012 года Фабрис присутствовал на стадионе «Рибок» на матче «Болтон Уондерерс» — «Тоттенхэм Хотспур».
15 августа 2012 года «Болтон Уондерерс» официально объявил, что полузащитник Фабрис Муамба по настоянию врачей был вынужден завершить профессиональную карьеру. Ранее руководство «Болтона» обещало Муамбе подыскать какую-нибудь роль в клубе, даже если ему придется повесить бутсы на гвоздь.

## Карьера в сборной
Являясь натурализованным подданным Великобритании, Муамба может выступать за любую из стран Соединённого Королевства (Англию, Шотландию, Уэльс и Северную Ирландию). Фабрис выбрал сборную Англии, за которую стал выступать с 2002 года, начиная с уровня игроков до 16 лет, и заканчивая молодёжной сборной Англии. Он был капитаном юношеской сборной Англии, а до лета 2011 года являлся капитаном молодёжной сборной Англии. Свой первый матч за сборную Англии до 21 года Муамба провёл 21 августа 2007 года в товарищеской встрече со сборной Румынии, выйдя на замену во втором тайме.

## Личная жизнь
Фабрис женат, супругу зовут Шауна Магунда. Церемония бракосочетания состоялась 27 октября 2012 года.